# Široka peč
Široka peč je gora v Martuljški skupini v Julijskih Alpah. Skupaj z Dovškim križem in Škrnatarico tvori t. i. Amfiteater. Široka peč ni pogosto obiskana; nanjo ne vodi nobena planinska pot.